# Monument (Colorado)
Monument és una població dels Estats Units a l'estat de Colorado. Segons el cens del 2000 tenia 1.971 habitants.

## Demografia
Segons el cens del 2000, Monument tenia 1.971 habitants, 725 habitatges, i 550 famílies. La densitat de població era de 164,4 habitants per km².
Dels 725 habitatges en un 45,4% hi vivien nens de menys de 18 anys, en un 59,2% hi vivien parelles casades, en un 11,9% dones solteres, i en un 24,1% no eren unitats familiars. En el 19% dels habitatges hi vivien persones soles el 3,6% de les quals corresponia a persones de 65 anys o més que vivien soles. El nombre mitjà de persones vivint en cada habitatge era de 2,72 i el nombre mitjà de persones que vivien en cada família era de 3,12.
Per edats la població es repartia de la següent manera: un 32,9% tenia menys de 18 anys, un 6,8% entre 18 i 24, un 38,3% entre 25 i 44, un 17,7% de 45 a 60 i un 4,3% 65 anys o més.
L'edat mediana era de 31 anys. Per cada 100 dones de 18 o més anys hi havia 95 homes.
La renda mediana per habitatge era de 50.000 $ i la renda mediana per família de 54.211 $. Els homes tenien una renda mediana de 41.071 $ mentre que les dones 27.583 $. La renda per capita de la població era de 19.878 $. Entorn del 5,4% de les famílies i el 5% de la població estaven per davall del llindar de pobresa.

## Poblacions més properes
El següent diagrama mostra les poblacions més properes.